# The Secrets of the Black Arts
The Secrets of the Black Arts ist das Debütalbum der schwedischen Black-Metal-Band Dark Funeral.

## Entstehung
Die Stücke wurden im Zeitraum von 1993 bis 1995 geschrieben; My Dark Desires und Shadows over Transylvania hatte die Band 1994 auf ihrer EP Dark Funeral veröffentlicht. Wie diese wurde The Secrets of the Black Arts, das ursprünglich im Spätherbst 1995 erscheinen sollte, zunächst vom 15. bis 21. Januar 1995 im Unisound Studio aufgenommen; allerdings bezeichnete Blackmoon diese Aufnahmen als „Scheiße, die nicht einmal ein zehnjähriges Kind, das auf Burzum steht, gut fände“, wofür er Dan Swanö, dem Betreiber des Studios, die Schuld gab. Blackmoon war nach eigenen Angaben als einziges Mitglied der Band gegen die Veröffentlichung der Unisound-Aufnahmen. Das Album wurde deshalb 1995 (im Beiheft mit Anno Satanas MCMXCV angegeben, wobei dies nicht den Jahresangaben nach der Zeitrechnung der Church of Satan entspricht, die 1966 mit dem Jahr 1 Anno Satanas begann) im Abyss Studio neu aufgenommen und dort abgemischt. Produziert wurde es von der Band und Peter Tägtgren. Nach eigenen Angaben spielte Blackmoon alle Gitarrenspuren ein, da Ahriman öfters betrunken oder verkatert im Studio gewesen sei, als er seine Spuren hätte einspielen sollen. Zwischen den Unisound- und Abyss-Aufnahmen entstand das Stück When Angels Forever Die. Zum Titellied The Secrets of the Black Arts wurde ein Musikvideo gedreht. Am 28. Januar 1996 wurde das Album veröffentlicht.
Die Wiederveröffentlichungen auf Doppel-CD durch Regain Records und auf Doppel-LP durch Back on Black enthalten zusätzlich die Aufnahmen aus dem Unisound Studio. Diese wurden im April 2007 von Daniel Bergstrand (Dug Out Studios) digital neu abgemischt und von Peter In de Betou (Tailor Made Prod) im Mai 2007 gemastert.

## Titelliste
Original
1. The Dark Age Has Arrived  – 0:16
2. The Secrets of the Black Arts – 3:42 (Musik: Dark Funeral; Text: Blackmoon/Themgoroth)
3. My Dark Desires – 3:47 (Musik: Blackmoon; Text: Themgoroth)
4. The Dawn No More Rises – 4:00 (Musik: Blackmoon/Ahriman/Themgoroth; Text: Blackmoon)
5. When Angels Forever Die – 4:07 (Musik: Blackmoon/Ahriman/Themgoroth; Text: Blackmoon)
6. The Fire Eternal – 3:55 (Musik: Blackmoon/Ahriman; Text: Blackmoon)
7. Satan’s Mayhem – 4:54 (Musik: Dark Funeral; Text: Themgoroth)
8. Shadows over Transylvania – 3:41 (Text und Musik: Blackmoon/Ahriman)
9. Bloodfrozen – 4:21 (Musik: Blackmoon/Ahriman; Text: Blackmoon)
10. Satanic Blood – 2:11 (VON-Cover)
11. Dark Are the Path to Eternity (A Summoning Nocturnal) – 5:59 (Musik: Blackmoon/Ahriman; Text: Themgoroth)

Bonus-CD/-LP der Wiederveröffentlichung
1. Shadows over Transylvania – 3:41
2. The Dawn No More Rises – 4:00
3. The Secrets of the Black Arts – 3:42
4. Satan’s Mayhem – 4:54
5. Bloodfrozen – 4:21
6. My Dark Desires – 3:47
7. Dark Are the Path to Eternity (A Summoning Nocturnal)
8. The Fire Eternal – 3:55

## Musikstil und Texte
Die Musik ist „sehr schnell mit zahlreichen Blastbeats, einer dunklen, bösen Atmosphäre mit kreischendem Gesang und blasphemischen Texten“. Die Produktion ist für Black Metal sauber, aber immer noch einigermaßen roh. Laut Kill Yourself!!! weist das Album leichte Dissection- und Marduk-Einflüsse auf, dennoch habe Dark Funeral mehr oder weniger einen eigenen Klang. „Schnell und wütend“, aber immer noch melodisch. When Angels Forever Die, The Fire Eternal und Satan’s Mayhem, die aufeinander folgen, beginnen alle auf ähnliche Weise, was laut Blackmoon jedoch nicht beabsichtigt war. Während Eduardo Rivadavia von Allmusic schreibt, die Band kenne nur eine Geschwindigkeit (nämlich die höchste), erklärt Blackmoon, dass das Album so aufgebaut wurde, wie es bei einem Album sein sollte: am Anfang schnell, dann etwas langsamer und graduell wieder schneller, bevor es sich für die letzten paar Stücke abkühle; so erkläre sich vermutlich auch die Ähnlichkeit zwischen When Angels Forever Die, The Fire Eternal und Satan’s Mayhem. Steve Hoeltzel von Chronicles of Chaos verglich die Musik mit der von Setherial und Enthroned, wobei diese in ihren schnellen Black Metal häufige Tempowechsel, stimmungsvolle Interludien und wilde Gitarrenparts integrierten, wohingegen Dark Funeral monoton sei.

## Rezeption
Im Kill Yourself!!! wurde The Secrets of the Black Arts als „schieres Meisterwerk der Gewalt, Finsternis und Misanthropie“ bezeichnet. Hoeltzel amüsierte sich in seiner Rezension über die Angaben der Musiker wie „The Master of Diabolical Possession & Black Magick“ und „The Lord of Destruction, Evil, Darkness, and Death“; bei all diesen Verpflichtungen sei es ein Wunder, dass sie die Zeit gefunden hätten, zusammen eine CD mit schnellem Black Metal aufzunehmen. All dies zu sein, stehe offenbar der Komposition interessanter Riffs im Wege, wobei The Dawn No More Rises und Shadows over Transylvania interessantes Gitarren-Shredding aufwiesen. Umgekehrt helfe es offenbar bei der Perkussion, der „Commander of The Infernal Demon Legions“ zu sein, was bei jedem Stück demonstriert werde. Der Gesang und Bass allerdings seien für den Black-Metal-Bereich ziemlich gewöhnlich. Der Großteil des Materials klinge austauschbar und die besseren Stücke genießbar, aber nicht übermäßig interessant. Die Band könne jedoch großartiges komponieren, wenn sie in ihre Musik soviel Zeit investieren würde wie in ihr Auftreten. Frank Stöver vom Voices from the Darkside zufolge sah die Veröffentlichung kommerziell aus; er habe nichts gegen ein gutes Cover von Kristian Wåhlin, aber er frage sich, ob es nötig sei, eine spezielle Digipak-Version mit farbigen Abbildungen der Musiker zu veröffentlichen. Musikalisch sei das Album aber ziemlich gut, wobei die Neueinspielungen von My Dark Desires und Shadows over Transylvania nicht die beste Entscheidung seien.
Rivadavia bezeichnet The Secrets of the Black Arts als ziemlich voraussehbar, aber extrem enthusiastisch. Von Spannung und Entspannung verstünden die Musiker nichts; im Gegensatz zu Bands wie Mayhem und Emperor lasse Dark Funerals Album keinen Spielraum für Phantasie und noch weniger für die Sinne. Es sei jedoch das passende Album für jemanden, für den 41 Minuten klangliche Hölle die Vorstellung einer guten Zeit sei. Chad Bowar von About.com sieht das Bonusmaterial als ausreichenden Grund für Anhänger der Band, sich die Wiederveröffentlichung zu kaufen. Wolf-Rüdiger Mühlmann vom Rock Hard zufolge ist Tägtgren mit The Secrets of the Black Arts „eine vielbeachtete und in höchsten Tönen gelobte Schwarzmetall-Produktion gelungen“. Das Magazin nahm das Album in die Liste der „250 Black-Metal-Alben, die man kennen sollte“ auf.